# Dangereuse attraction (album)
Albums de Marie-Mai
Inoxydable
(2004) Version 3.0
(2009)
Singles
1. Qui prendra ma place
Sortie : 21 novembre 2008
2. Mentir
Sortie : 21 novembre 2008
3. Emmène-moi
Sortie : 21 novembre 2008

Dangereuse attraction est le deuxième album studio de l'auteure-compositrice-interprète Marie-Mai, sorti le 28 août 2007.

## Liste des titres
Toutes les chansons sont écrites et composées par Marie-Mai.
| No  | Titre                 | Durée |
| --- | --------------------- | ----- |
| 1.  | Mentir                | 3:57  |
| 2.  | Emmène-moi            | 3:30  |
| 3.  | Qui prendra ma place  | 3:33  |
| 4.  | Avec elle             | 4:24  |
| 5.  | Tôt ou tard           | 3:12  |
| 6.  | Ici maintenant        | 2:59  |
| 7.  | Dangereuse attraction | 2:57  |
| 8.  | Encore                | 3:46  |
| 9.  | Mille jours           | 4:10  |
| 10. | Cauchemar             | 4:03  |
| 11. | Elle avance           | 3:43  |
| 12. | Sous un ciel sombre   | 3:55  |
| 13. | La prochaine fois     | 3:50  |

## Certification
| Pays   | Association  | Certification | Ventes/Équivalence |
| ------ | ------------ | ------------- | ------------------ |
| Canada | Music Canada | or            | 40 000             |